# 大日康史
大日 康史（おおくさ やすし、1966年（昭和41年）3月28日 - ）は国立感染症研究所感染症情報センター主任研究官。東京工業大学創発システム講座 マルチエージエントシステム分野（連携大学院講座）連携教授。
京都府出身。同志社大学経済学部、同大学院（博士課程前期）に学ぶ。大阪大学社会経済研究所助手、助教授等を経て、2003年（平成15年）より現職。2001年（平成13年）経済学博士、2005年（平成17年）筑波大学医学博士。論文の題は「Prediction of smallpox outbreak and evaluation of control-measure policy in Japan, using a mathematical model(数理モデルを用いた日本における天然痘流行の予測と対応政策の評価)」。  
マクロ経済学の専門家であり、数理モデルで感染症の拡大シミュレーションを作成するなど、独自の手法で感染症研究に取り組んでいる。